# Podział administracyjny Kościoła katolickiego na Filipinach
Podział administracyjny Kościoła katolickiego na Filipinach – w ramach Kościoła katolickiego na Filipinach funkcjonuje obecnie szesnaście metropolii, w których skład wchodzi szesnaście archidiecezji, pięćdziesiąt siedem diecezji i pięć prałatur terytorialnych. Ponadto istnieje siedem wikariatów apostolskich oraz ordynariat wojskowy podległe bezpośrednio do Rzymu.
Jednostki administracyjne Kościoła katolickiego obrządku łacińskiego na Filipinach:

## Metropolia Caceres
- Archidiecezja Caceres
  - Diecezja Daet
  - Diecezja Legazpi
  - Diecezja Masbate
  - Diecezja Sorsogon
  - Diecezja Virac
  - Diecezja Libmanan

## Metropolia Cagayan de Oro
- Archidiecezja Cagayan de Oro
  - Diecezja Butuan
  - Diecezja Malaybalay
  - Diecezja Surigao
  - Diecezja Tandag

## Metropolia Capiz
- Archidiecezja Capiz
  - Diecezja Kalibo
  - Diecezja Romblon

## Metropolia Cebu
- Archidiecezja Cebu
  - Diecezja Dumaguete
  - Diecezja Maasin
  - Diecezja Tagbilaran
  - Diecezja Talibon

## Metropolia Cotabato
- Archidiecezja Cotabato
  - Diecezja Kidapawan
  - Diecezja Marbel

## Metropolia Davao
- Archidiecezja Davao
  - Diecezja Digos
  - Diecezja Mati
  - Diecezja Tagum

## Metropolia Jaro Iloilo
- Archidiecezja Jaro
  - Diecezja Bacolod
  - Diecezja Kabankalan
  - Diecezja San Carlos
  - Diecezja San Jose de Antique

## Metropolia Lingayen-Dagupan
- Archidiecezja Lingayen-Dagupan
  - Diecezja Alaminos
  - Diecezja Cabanatuan
  - Diecezja San Fernando de La Union
  - Diecezja San Jose de Nueva Ecija
  - Diecezja Urdaneta

## Metropolia Lipa
- Archidiecezja Lipa
  - Diecezja Boac
  - Diecezja Gumaca
  - Diecezja Lucena
    - Prałatura terytorialna Infanta

## Metropolia Manili
- Archidiecezja Manili
  - Diecezja Antipolo
  - Diecezja Cubao
  - Diecezja Imus
  - Diecezja Kalookan
  - Diecezja Malolos
  - Diecezja Novaliches
  - Diecezja Parañaque
  - Diecezja Pasig
  - Diecezja San Pablo

## Metropolia Nueva Segovia
- Archidiecezja Nueva Segovia
  - Diecezja Baguio
  - Diecezja Bangued
  - Diecezja Laoag
  - Prałatura terytorialna Batanes

## Metropolia Ozamiz
- Archidiecezja Ozamiz
  - Diecezja Dipolog
  - Diecezja Iligan
  - Diecezja Pagadian
    - Prałatura terytorialna Marawi

## Metropolia Palo
- Archidiecezja Palo
  - Diecezja Borongan
  - Diecezja Calbayog
  - Diecezja Catarman
  - Diecezja Naval

## Metropolia San Fernando
- Archidiecezja San Fernando
  - Diecezja Balanga
  - Diecezja Iba
  - Diecezja Tarlac

## Metropolia Tuguegarao
- Archidiecezja Tuguegarao
  - Diecezja Bayombong
  - Diecezja Ilagan

## Metropolia Zamboanga
- Archidiecezja Zamboanga
  - Diecezja Ipil
  - Prałatura terytorialna Isabela

## Jednostki podległe bezpośrednio Stolicy Apostolskiej
- Wikariat apostolski Bontoc-Lagawe
- Wikariat apostolski Calapan
- Wikariat apostolski Jolo
- Wikariat apostolski Puerto Princesa
- Wikariat apostolski San Jose in Mindoro
- Wikariat apostolski Tabuk
- Wikariat apostolski Taytay
- Ordynariat Polowy Filipin